# Edmund Grabianowski
Edmund Grabianowski (ur. 15 listopada 1893 w Pakosławiu, zm. 27 lutego 1968 w Gliwicach) – pierwszy prezes Górnośląskiego Związku Towarzystw Sportowych, jeden z założycieli Polonii Bytom i również jej pierwszy prezes oraz działacz Polskiego Komisariatu Plebiscytowego. 

## Życiorys
Urodził się w rodzinie urzędnika pocztowego Michała Grabianowskiego oraz Marii. Ojciec zmarł wcześnie i Grabianowski był wychowywany wraz z rodzeństwem przez matkę samotnie.
Ukończył Real-Lyzeum w Poznaniu i rozpoczął studia na Bergakademie Berlin. W trakcie I wojny światowej skończył studia i otrzymał dyplom magistra inżyniera górniczego. Po odbyciu praktyki przyjechał na Górny Śląsk i zatrudnił się w Polskim Komisariacie Plebiscytowym w Bytomiu. Uczestniczył również w walkach powstańczych. 
4 stycznia 1920 roku wraz z Alojzym Budniokiem i Maksymilianem Wilimowskim zorganizował zebranie założycielskie Klubu Sportowego Polonia Bytom - klubu mającego integrować społeczność polską na plebiscytowym Górnym Śląsku i został jego pierwszym prezesem. W tym okresie również był prezesem Górnośląskiego Związku Towarzystw Sportowych - protoplasty Śląskiego Związku Piłki Nożnej. Był członkiem Stowarzyszenia Inżynierów i Techników Województwa Śląskiego. W 1929 roku pracował jako asystent zawiadowcy kopalni „Król - Św. Jacek” w Królewskiej Hucie.
W 1924 roku wziął ślub z Heleną Flieger, córką innego działacza sportowego - Stanisława Fliegera. Mieli troje dzieci - Marię, Zdzisława i Jolantę.
Po II wojnie światowej mieszkał w Zabrzu, gdzie był kierownikiem produkcji na Kopalni Zabrze-Wschód, a następnie przeniósł się do Gliwic i pracował w tamtejszym Zjednoczeniu Przemysłu Materiałów Ogniotrwałych. W latach pięćdziesiątych przeszedł na wcześniejszą emeryturę ze względu na chorobę serca. W grudniu 1967 roku podczas wyjazdu do Warszawy przeszedł zawał i spędził dwa i pół miesiąca w Szpitalu Bielańskim. Powrócił do domu czując się dobrze, jednak po dwóch dniach nastąpił kolejny zawał. Zmarł w Szpitalu Miejskim w Gliwicach 27 lutego 1968 roku o godz. 16:00. Został pochowany na Centralnym Cmentarzu Komunalnym w Gliwicach, sektor C5-11-32. 

## Ordery i odznaczenia
- Złoty Krzyż Zasługi (4 maja 1929)[5]